# 拉塞勒格南
拉塞勒格南（法語：La Celle-Guenand，法語發音：[la sɛl ɡənɑ̃]）是法国安德尔-卢瓦尔省的一个市镇，位于该省南部，属于洛什区。

## 地理
拉塞勒格南（46°56'38"N, 0°53'38"E）面积36.7 平方千米，位于法国中央-卢瓦尔河谷大区安德尔-卢瓦尔省，该省份为法国中西部省份，北起萨尔特省、东北接卢瓦-谢尔省，东南接安德尔省，南至维埃纳省，西临曼恩-卢瓦尔省。
与拉塞勒格南接壤的市镇（或旧市镇、城区）包括：贝堡、沙尔尼宰、费里耶尔拉尔松、大普雷西尼、波尔米、小普雷西尼、圣弗洛维耶。

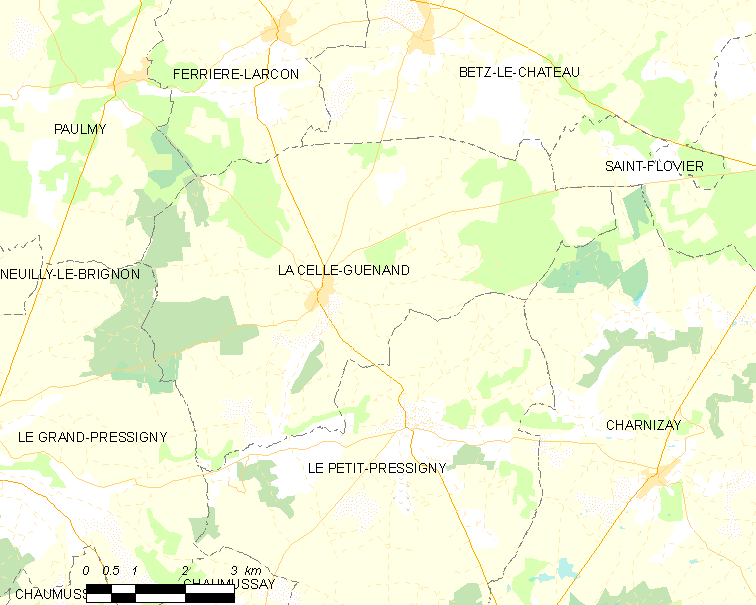
拉塞勒格南的OSM定位图

拉塞勒格南的时区为UTC+01:00、UTC+02:00（夏令时）。

## 行政
拉塞勒格南的邮政编码为37350，INSEE市镇编码为37044。

## 政治
拉塞勒格南所属的省级选区为笛卡尔县。

## 人口

1962-2008年间拉塞勒格南人口变化图示

拉塞勒格南于2022年1月1日时的人口数量为381人。